# Gaillardia aristata
Gaillardia aristata é uma espécie de planta com flor pertencente à família Asteraceae. 
A autoridade científica da espécie é Pursh, tendo sido publicada em Flora Americae Septentrionalis; or,...2: 573. 1814 (1813).

## Portugal
Trata-se de uma espécie presente no território português, nomeadamente em Portugal Continental e no Arquipélago dos Açores.
Em termos de naturalidade é introduzida nas duas regiões atrás indicadas.

## Protecção
Não se encontra protegida por legislação portuguesa ou da Comunidade Europeia.